# 笠松銀行
笠松銀行（かさまつぎんこう）は、岐阜県羽島郡笠松町に本店があった明治期の私立銀行。
銀行類似会社であり織物業者に対する融資などを行っていた美濃縞会社（みのしまがいしゃ）を母体に、1893年（明治26年）岐阜県羽島郡笠松町を本店に設立。1912年（明治45年）に名古屋銀行（東海銀行の前身の一つ）に吸収合併され歴史の幕を閉じた。

## 沿革
- 1881年（明治14年）1月10日：美濃縞会社設立免許
- 1881年（明治14年）1月11日：美濃縞会社開業
- 1893年（明治26年）6月1日：笠松銀行に改称、改組
- 1912年（明治45年）4月30日：名古屋銀行に合併

## 合併時の店舗等
- 本店

岐阜県羽島郡笠松町441番戸
合併後は名古屋銀行笠松支店。東海銀行設立後は東海銀行笠松支店となる。
- 支店（8支店）

川島、岐阜、木曽川、切通、竹ヶ鼻、岐阜今泉、佐波、北長森
- 頭取：田中善兵衛（第2代）

- 資本金：35万円（合併直前に50万円から減資）